# Veículo leve sobre trilhos
Veículo leve sobre trilhos (VLT) (português brasileiro) ou comboio ligeiro (português europeu) (em inglês: light rail) é um sistema de transporte que utiliza o mesmo material rodante que o tranvia, mas que opera numa plataforma segregada do resto do tráfego, com vias reservadas, direito de passagem prioritária nos pontos de interseção e, em alguns casos, túneis no centro da cidade de caraterísticas similares às de um caminho de ferro convencional. Tem uma capacidade média de transporte à escala regional e metropolitana, geralmente maior que a do tranvia e menor que a do trem (comboio) e a do metrô. O trem ligeiro permite a conexão entre zonas pedonais em núcleos urbanos e zonas rurais, criando para além disso novas potencialidades de desenvolvimento urbano.
A definição evoluiu nas últimas décadas segundo a expansão do caminho de ferro urbano que se desenvolveu, em especial na Europa e nos Estados Unidos. Segundo a União Internacional do Transporte Público, o conceito de trem ligeiro engloba um amplo espetro de serviços ferroviários: tranvias modernos aos quais se incorporaram medidas de prioridade de passagem e secções segregadas, trens-tram (comboios-tram) que incorporam elementos próprios dos trens suburbanos (comboios suburbanos) e metrôs ligeiros (metros ligeiros); que prestam um serviço de frequência e prestações similares às do metrô pesado.

## Definição de trem ligeiro
O termo é uma tradução não literal do inglês «light rail» (ou LRT, Light Rail Transit). Foi concebido pela US Urban Mass Transportation Administration (UMTA) (atualmente FTA - Federal Transit Administration) nos Estados Unidos para descrever as transformações que se estavam levando a cabo nesse país e na Europa em matéria tranviária. Na Alemanha, o termo usado é «Stadtbahn», que significa «caminho de ferro urbano». No entanto, a UMTA finalmente adotou o termo trem ligeiro para todos os sistemas modernos, enquanto que aos tradicionais se lhes continua chamando tranvia. Outros países com sistemas deste tipo continuam a utilizar o termo de tranvia.

## Categorias do trem ligeiro (comboio ligeiro)

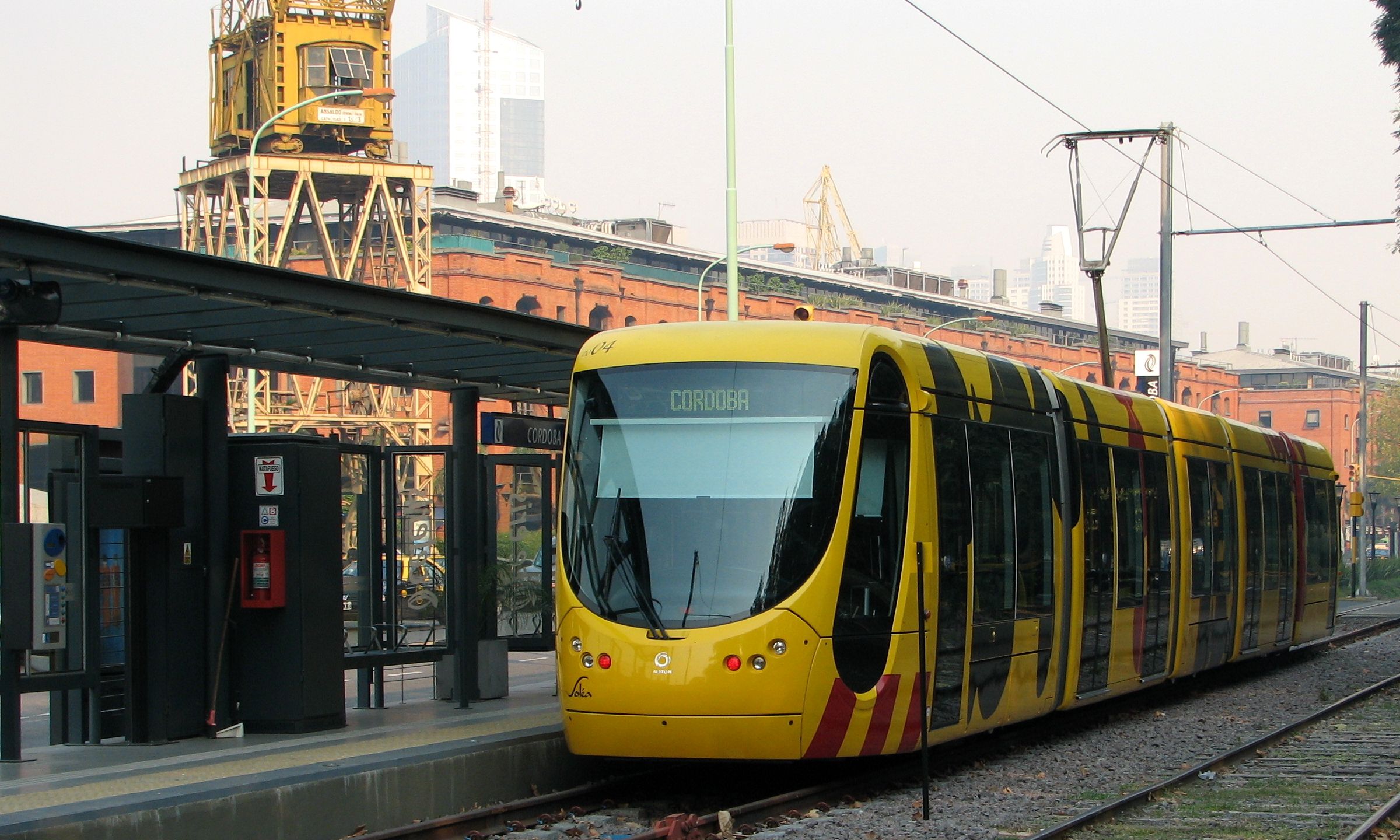
O Tranvia do Este, foi um dos sistemas de trem ligeiro em Buenos Aires.

O mais difícil é determinar a diferença entre um trem (comboio) ligeiro e os sistemas de tranvia. Há uma grande quantidade de similitudes entre as tecnologias, muitos dos mesmos veículos podem-se utilizar para ambos, e é comum classificar os tranvias como um subtipo do trem ligeiro e não como um tipo particular de transporte. As três versões gerais são:[carece de fontes?]

### Tranvia
- O tranvia é um meio de transporte de passageiros que circula pela superfície em áreas urbanas, nas próprias ruas, sem separação do resto da via nem canal ou setor reservado.[carece de fontes?]

### Comboio ligeiro

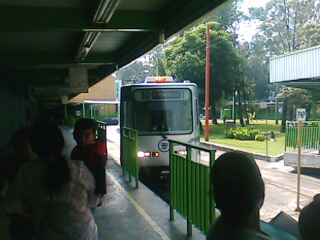
Trem ligeiro da Cidade do México.

- O veículo leve sobre trilhos (VLT) (Português Brasileiro) ou comboio ligeiro (Português Europeu) é um sistema tranviário que circula, em grande parte do seu percurso, por uma plataforma parcial ou totalmente segregada do tráfego rodoviário e em alguns casos tem prioridade semafórica.[carece de fontes?]

### Metrô leve (metro ligeiro)

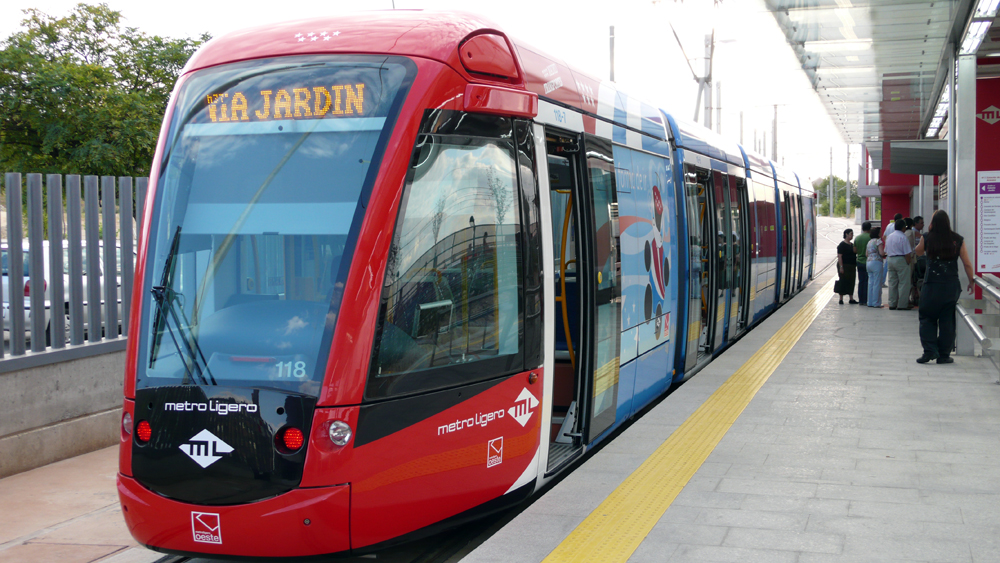
Metro ligeiro na Cidade do Cinema, Madrid.

- Um derivado do trem ligeiro é também conhecido como metrô leve (Português Brasileiro) ou metro ligeiro (Português Europeu). Estes sistemas caracterizam-se pelos direitos exclusivos da via, sistemas avançados de controlo de trens (comboios), maior capacidade e frequência, e as portas ao nível das plataformas. Estes sistemas aproximam-se à capacidade de passageiros dos sistemas de metrô (metro) convencional, mas podem ser mais baratos de construir pela habilidade das unidades de fazer curvas apertadas e subir declives mais acentuados que os sistemas de metrô (metro) convencional.[8]

### Trem-tram

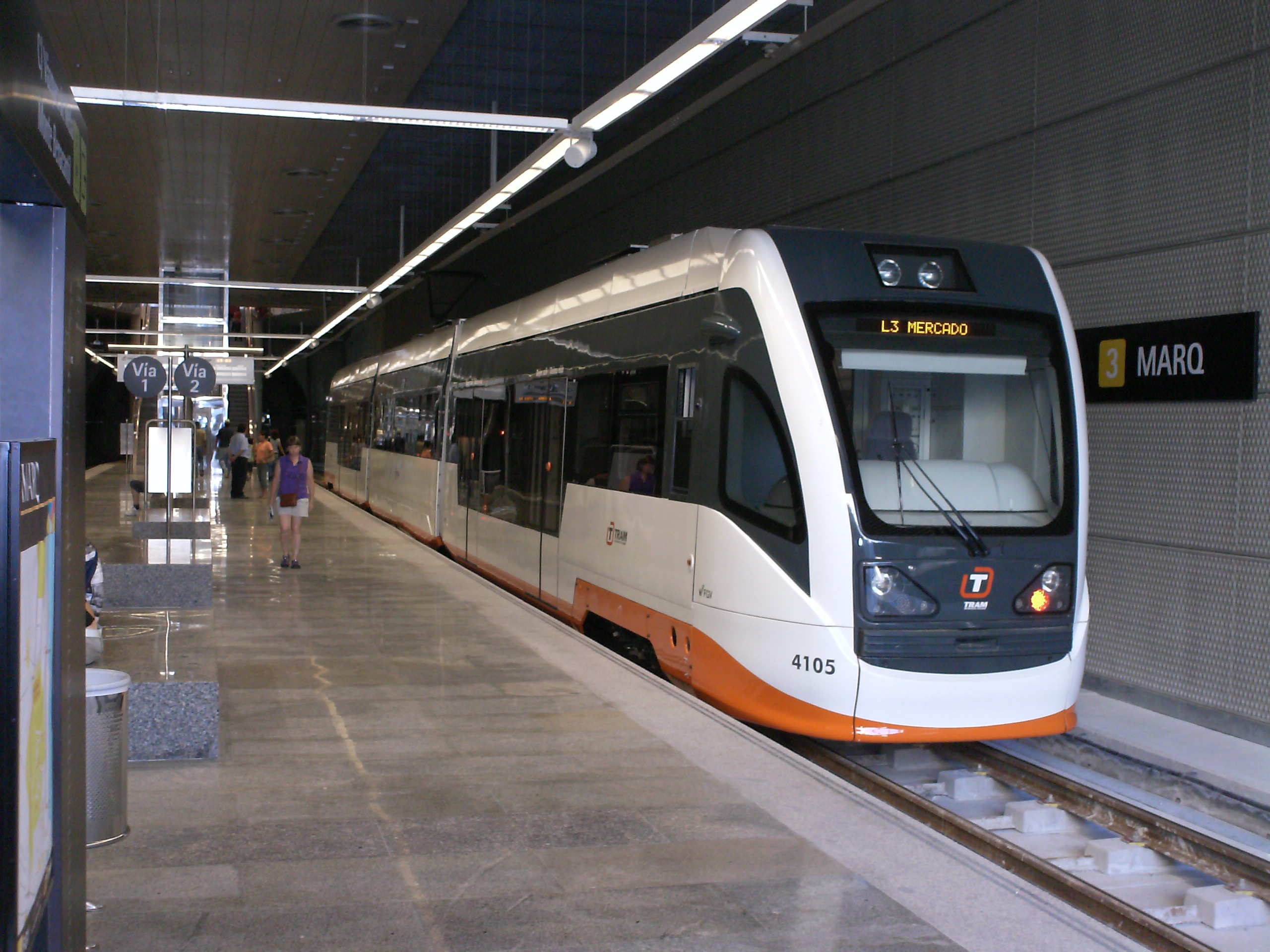
Trem-Tram na estação MARQ do TRAM Metropolitano de Alicante.

- O trem-tram (Português Brasileiro) ou comboio-tram (Português Europeu) (ou trem-tranvia) é um veículo derivado do tranvia capaz de executar várias rotas. A dupla capacidade de voltagem do trem-tram permite-lhe o acesso às infraestruturas de caminho de ferro e tranvias, pode funcionar dentro das normas ferroviárias e passar a um funcionamento em modo tranvia ao entrar na cidade. Permite no centro da cidade passar a velocidades menores de 70 km/h e na rede ferroviária regional a velocidades máximas de uns 100 km/h.[carece de fontes?]

O sistema trem bonde é dividido no trem-bonde suburbano que é operado por trens bonde de piso baixo e o pré-metrô que é um sistema trem bonde operando por unidades articuladas que são trens bonde de piso alto ou embarque em nivel,como ocorre em trens de metrô convencional.[carece de fontes?]

## Automotoras regionais ligeiras

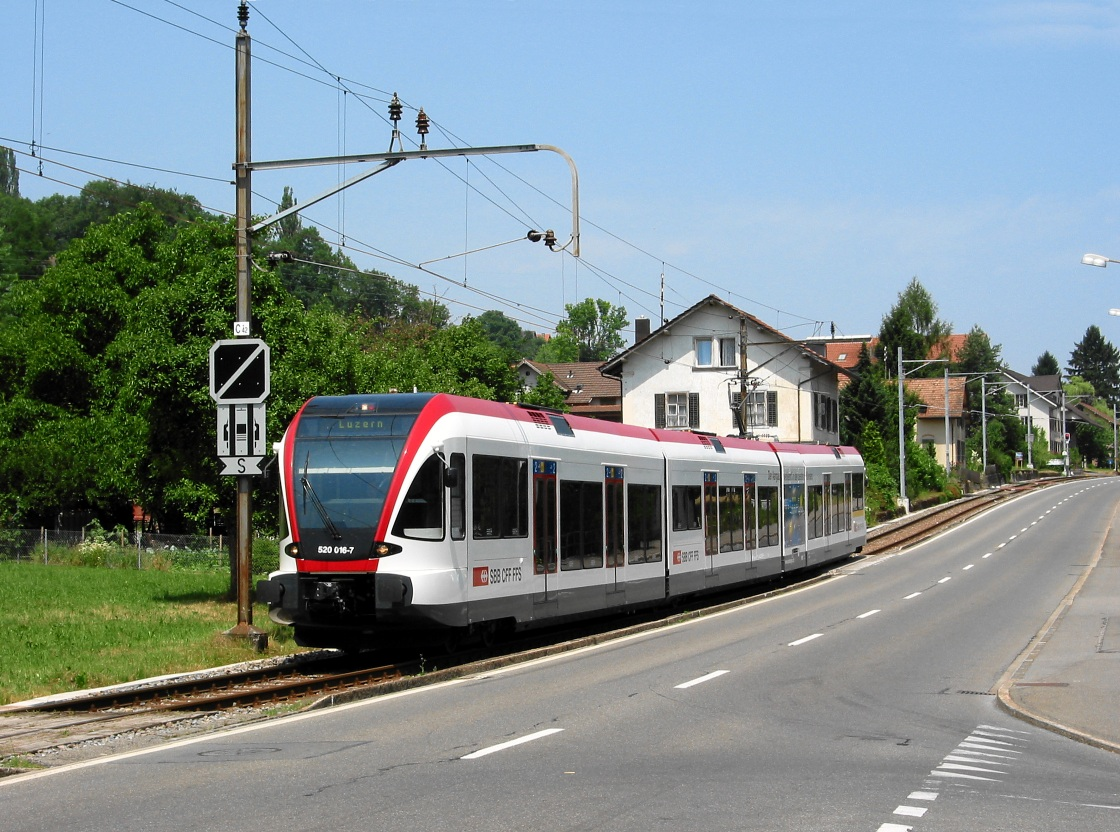
Automotora ligeira elétrica Stadler GTW no Cantão de Argóvia, Suíça.

As automotoras regionais ligeiras são unidades de caminho de ferro em versões diesel ou elétricas de unidade múltipla que operam em linhas principais e que em parte do seu traçado saem para carris exclusivos em áreas urbanas. Utilizam-se sobretudo para que os serviços regionais e interurbanos possam entrar nas cidades. Pertencem a uma nova geração de «caminhos de ferro ligeiros» modulares com desenhos aerodinâmicos que se tornaram muito comuns em alguns países europeus.[carece de fontes?]

## UMR
Cada conjunto forma aquilo a que se chama de unidade de material rolante (UMR) ou elemento VLT, constituído por um, dois ou três vagões articulados, ligados entre si e inseparáveis, que para aumentar a capacidade podem ser ligados a uma outra UMR.